# Шіла-на-гіг

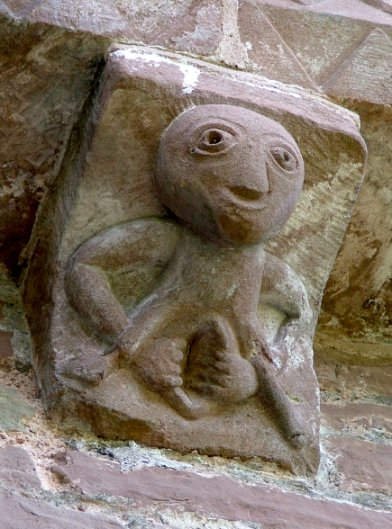
Відома Шіла-на-гіг з церкви в Кілпеці, Англія

Шіла-на-гіг (англ. Sheela na Gig) — скульптурні зображення оголених жінок, зазвичай зі збільшеною вульвою. Їх можна побачити на церквах, замках, нормандських вежах і інших будівлях епохи Середньовіччя на території всієї Західної Європи, а також Чехії та Словаччини. Однак найбільше Шіла-на-гіг знаходиться в Ірландії (понад 100) та Британії. Можуть бути встановлені разом з чоловічою фігурою. Один з кращих прикладів цієї скульптури можна знайти в башті при монастирі Ратту в графстві Керрі, інша відома статуя знаходиться в селі Кілпек в Герефордширі.
Близько половини з них все ще знаходяться в своїх вихідних місцезнаходженнях: на стінах християнських церков і міст, всередині замків, на колонах і надгробних плитах. 3 знаходяться в приватній власності, 20 — в музеях, інші — лише в письмових згадках. Існують документи, які вказують на те, що деякі фігури були знищені.

## Призначення

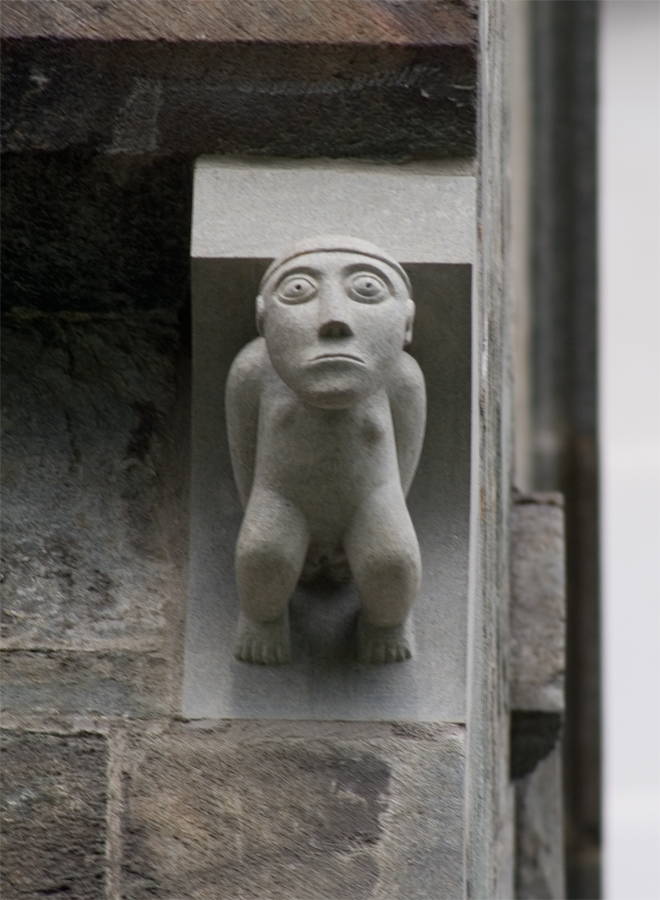
Натуралістична скульптура в романському стилі, Нідароський собор (сучасна копія, оригінал знаходиться в Музеї архієпископського палацу в Тронгеймі)

Передбачається, що фігури Шіла-на-гіг покликані відлякувати злих духів аналогічно до гаргуйльї. Вони часто розташовані над дверима або вікнами, ймовірно, щоб захистити ці отвори. Існують також і інші версії призначення Шіла-на-гіг, наприклад, зв'язок з культом жіночого родоводу, але ця теорія не пояснює існування скульптур з ребрами що виступають або повислими грудьми. Висловлюється також думка, що ці фігури служили для цілей релігійної освіти, попереджаючи парафіянин про плотські гріхи. В цьому випадку, зовсім незрозуміло, чому крім них, ні в Ірландії, ні в Англії не було знайдено будь-яких інших різновидів еротичних гротесків, які могли б закріпити подібне утворення. Аргументованою є і точка зору, що статуї зображували якогось могутнього кумира або божество, з яким рання християнська церква повинна була миритися через його популярність серед простих людей.
Ентоні Вейр, визнаний сучасний фахівець по ірландським фігурам, після спільної роботи з Джимом Джарменом, істориком-мистецтвознавцем, заявив, що фігури Шіла-на-гіг мають на меті проілюструвати церковну мораль щодо одного з семи смертних гріхів — luxuria (з лат. — «хтивість»). Ексгібіціоністські скульптури жінок, чоловіків, демонів і чудовиськ, які демонструють статеві органи, часто знаходили разом з іншими фігурами, які зображують сцени пекла. У продовженні цієї інтерпретації Вейр і Джармен розвивають теорію континентального походження Шіла-на-гіг, вперше запропоновану Йоргеном Андерсеном. Вони стверджують, що мотив цих фігур мігрував з материка через паломницькі маршрути з Сантьяго-де-Компостела.
Використання Шіла-на-гіг як захисту проти злих духів може мати давнє коріння, наприклад, у трьох місцях уздовж Валу Адріана вирізані фігури фалосів, а в двох місцях на лицьовій стороні — фігури вульв. Функції фалоса і вульви, як статевих органів — давати життя, тобто символічно вони протистоять смерті і руйнуванню.
Ірландка Едіт Гест була першою, хто класифікував і датував скульптури Шіла-на-гіг. Виявилося, що в Ірландії вони створювалися з IX по XVI століття, основна частина відноситься до XI і XIII століть, що не виключає ймовірності ні більш раннього походження, ні язичницьких практик, пов'язаних з фігурами. Вони часто називалися амулетами проти наврочення, оберегами від нещастя. Натерті стегна, животи і лоби деяких фігур говорять про їх шанування. Едіт Гест також повідомляє, що відношення до фігур змінилося в середині XIX століття, деяких стали вважати відьмами.
Моллі Маллінс робить висновок, що головне призначення Шіла-на-гіг у сьогоднішньому суспільстві — це використовувати вагінальні образи, щоб замінити жіночий сором жіночою честю та скасувати подання, що сексуально розкута жінка — це незручний, непристойний образ. Будучи туристичною визначною пам'яткою, а також об'єктом, що вивчається в школах, фігури Шіла-на-гіг виконують своє нове призначення.

## Етимологія
Етимологія словосполучення «Шіла-на-гіг» залишається незрозумілою. Вперше воно вживається щодо скульптурних зображень у «Працях Королівської Ірландської Академії», що відносяться до 1840 року. Дослідник Йорген Андерсен пише, що назва «Шіла-на-гіг» походить від ірландської фрази «Sighle nа gCíoch», що означає «груди старої карги», або від «Síle ina Giob» — «Шейла (від Сіл, ірландської форми англо-нормандського ім'я Сесіл або Сесілія) на корточках».
Барбара Фрейтаг присвячує етимології цієї назви главу у своїй книзі «Sheela-Na-Gigs: Unravelling an Enigma», де приводить більш ранні його згадки, ніж тексти 1840 року, в тому числі судно «Шіла-на-гіг» Королівського флоту Великої Британії та однойменний танець, що відносяться до XVIII століття. У записах Королівського флоту назва пояснюється як «ірландський жіночий дух». Фрейтаг також виявила, що слово «gig» (читається «ґіґ») є позначенням жіночих статевих органів на північно-англійському сленгу. Аналогічне тлумачення в сучасному ірландському сленгу має слово «gigh» (вимовляється [ɡʲiː]).

## Зв'язок з подібними фігурами в історії
Морін Конкеннан, користуючись тим, що джерел, присвячених скульптурі Шіла-на-гіг досить мало, пов'язує її з індуською фігурою Калі.
Маргарет Мюррей, відома єгиптологиня, пов'язує фігури Шіла-на-гіг з фігурами древньої богині Баубо, що сидить на землі, з широко розставленими ногами, як ніби для акцентування зовнішніх статевих органів. Вчена стверджує, що Баубо, подібно римської «Bona Dea», єгипетської Ісіді і месопотамської Іштар, належить до числа богинь, чиї обряди суворо уникали чоловіків. Незважаючи на приналежність баубо давньогрецької міфології, де вона марнотратно танцює, показуючи свої статеві органи Деметрі, щоб розсмішити і відвернути її від відчаю, викликаного викраденням Персефони, існувала також і давніша єгипетська постать цієї богині. Все це говорить про те, що подібні фігури з'являються раптово, у великій кількості, в певних історичних періодах і в певних місцях. При цьому вони не мають прямого попередника.
Ірландська жінка-науковець Енн Росс пропагує думку, що ці фігури — відображення ірландських і кельтських богинь, могутніх войовниць і зразкових жінок — вмілих у плодоносінні і вихованні дітей. Вони також відомі своєю можливістю змінювати вигляд з прекрасних жінок у потворних старих відьом. Існує давня ірландська повість «The Destruction of Da Derga's Hostel», в якій подібна стара карга описується як величезна, потворна, огидна жінка з великим ротом і оголеними статевими органами, що торкаються аж до колін. Доброзичливі і недоброзичливі, натуралістичні і символічні кельтські богині завжди складаються з двох частин. Можливо, подібне спостереження — це ключ до розуміння фігур Шіла-на-гіг, вони теж повинні бути подвійними: ймовірно, вони були створені з думкою про те, що розуміти ці фігури варто по-різному. Можливо, вони були наділені двома протилежними якостями, як і вищезгадані кельтські богині. Вони можуть або спокусити своєю оголеністю, або явити зразок кращих жіночих якостей.

## У культурі
Одна з композицій у дебютному альбомі Пі Джей Гарві, Dry, називається «Sheela-Na-Gig». У ній чоловік висміює жіноче почуття гордості своїм тілом.